# Джон Стоукс
Адмирал Джон Лорт Стоукс (на английски: John Lort Stokes) е английски морски топограф.

## Биография
Роден е на 1 август 1811 година в Скотсвил (на английски: Scotchwell), близо до Хавърфордуест, графство Пембрукшър. На 20 септември 1824, едва 13-годишен, постъпва във флота като юнга. През октомври 1825 г. се присъединява към екипажа на кораба „Бийгъл“ с капитан Филип Паркър Кинг и участва в проучване на водите на Южна Америка от 1826 до 1830 г. От 1831 до 1836 Стоукс участва в експедицията на Робърт Фицрой. След завръщането си е повишен в чин лейтенант и от 1837 до 1843 е капитан на прочутия кораб „Бийгъл“, с който детайлно картира северозападното и северно крайбрежие на Австралия, включително устията на реките Фицрой, Виктория, Аделейд, Флиндърс, а също долините на някои от тях. През 1841 открива река Алберта, вливаща се в залива Карпентария. В резултат на шестгодишните си изследвания през 1846 издава книгата „Discoveries in Australia“ („Открития в Австралия“).
През юли 1846 Стоукс е повишен в капитан и в периода 1847 – 1851 с парахода „Ахерон“ детайлно картира крайбрежието на Южния остров на Нова Зеландия. От 1860 до 1863 проучва и детайлно картира бреговете и дъното на протока Ла Манш.
През 1863 се пенсионира и е повишен в чин контраадмирал, през 1871 – във вицеадмирал, а през 1877 – в адмирал.
Умира на 11 юни 1885 г. в дома си в Скотсвил на 73-годишна възраст.